# Palmer (Massachusetts)
Palmer é uma cidade localizada no condado de Hampden no estado estadounidense de Massachusetts. No Censo de 2010 tinha uma população de 12.140 habitantes e uma densidade populacional de 146,61 pessoas por km².

## Geografia
Palmer encontra-se localizada nas coordenadas 42° 11′ 16″ N, 72° 18′ 31″ O. Segundo a Departamento do Censo dos Estados Unidos, Palmer tem uma superfície total de 82.81 km², da qual 81.79 km² correspondem a terra firme e (1.23%) 1.02 km² é água.

## Demografia
Segundo o censo de 2010, tinha 12.140 pessoas residindo em Palmer. A densidade populacional era de 146,61 hab./km². Dos 12.140 habitantes, Palmer estava composto pelo 95.54% brancos, o 1.13% eram afroamericanos, o 0.2% eram amerindios, o 0.88% eram asiáticos, o 0% eram insulares do Pacífico, o 0.58% eram de outras raças e o 1.66% pertenciam a duas ou mais raças. Do total da população o 2.4% eram hispanos ou latinos de qualquer raça.